# Víctor Barberis Yori
Víctor Barberis Yori (Curicó, 10 de julio de 1930) es un médico y político chileno, militante del Partido Socialista de Chile. Fue elegido diputado en las elecciones parlamentarias de Chile de 1973 por la 7ª Agrupación Departamental, correspondiente a Santiago, pero no puedo completar su período tras el golpe de Estado ocurrido en septiembre de ese año. Fue presidente de la Federación de Estudiantes de la Universidad de Chile (Fech) en el período 1954-1955.

## Biografía
Nació en Curicó, hijo de José Víctor Barberis y Sabina Yori. Realizó sus estudios en el Instituto Nacional, en Santiago. Al finalizar su etapa escolar, ingresó a la Universidad de Chile, donde se tituló de médico pediatra en Medicina Curativa para Empleados de Seguros, luego de presentar la tesis "Fractura de pelvis en el niño". Siendo estudiante se desempeñó como ayudante de Anatomía y de Educación Sanitaria y de la cátedra de Pediatría.
Fue jefe del Grupo Universitario Radical y, luego, delegado al Consejo universitario y al Congreso Mundial por los Derechos de la juventud celebrado en Viena. En esta época fue presidente de la Fech entre 1954 y 1955 y como tal, presidió la delegación de Chile al Congreso Latino Americano de Estudiantes en Montevideo en 1955. Además, fue presidente de la Comisión Nacional de Investigación Científica y Tecnológica. También, fue miembro de la delegación estudiantil chileno-uruguayo que viajó a Bolivia a estudiar la situación estudiantil universitaria.
Una vez egresado, ejerció en el Hospital Arriarán y en el Servicio Médico del Club de Deportes Ferrobádminton.
En 1973 fue elegido diputado por la Séptima Agrupación Departamental "Santiago", Primer Distrito, en representación del Partido Socialista de Chile, para el período 1973-1977. Integró la Comisión Permanente de Salud. El golpe militar del 11 de septiembre de 1973, puso término anticipado al período. El Decreto-Ley 27, de 21 de septiembre de ese año, disolvió el Congreso Nacional y declaró cesadas las funciones parlamentarias a contar de la fecha.
Entre otras actividades, se distinguió como poeta, siendo laureado en la "Fiesta de los Estudiantes" en 1952.

## Historial electoral

### Elecciones parlamentarias de 1973
Diputado Primer distrito Metropolitano, Santiago Período 1973-1977 (Fuente: diario El Mercurio, martes 6 de marzo de 1973)